# Florent Ibengé
Jean-Florent Ikwange Ibengé (ur. 4 grudnia 1961 w Léopoldville) – piłkarz grający na pozycji środkowego obrońcy i trener piłkarski z Demokratycznej Republiki Konga.

## Kariera
Swoją pracę trenerską Ibengé rozpoczął w kwietniu 2012, gdy został trenerem chińskiego Shanghai Shenhua. Pracował w nim do maja tamtego roku. Od lutego 2014 do listopada 2014 był trenerem klubu AS Vita Club. W sezonie 2014/2015 klub ten wywalczył mistrzostwo Demokratycznej Republiki Konga.
W sierpniu 2014 Ibengé został selekcjonerem reprezentacji Demokratycznej Republiki Konga. Na tym stanowisku zastąpił Jeana-Santosa Muntubilę. Kadrę Demokratycznej Republiki Konga poprowadził w Pucharze Narodów Afryki 2015. Zespół ten zajął ostatecznie 3. miejsce w tym turnieju, a w decydującym o medalu meczu pokonał 4:2 po serii rzutów karnych Gwineę Równikową (po 120 minutach był remis 0:0).